# István Csurka
István Csurka (ur. 27 marca 1934 w Budapeszcie, zm. 4 lutego 2012 tamże) – węgierski dramaturg, prozaik, scenarzysta filmowy, publicysta i polityk.

## Życiorys
Studiował w wyższej szkole sztuk teatralnych i filmowych w Budapeszcie. Brał udział w powstaniu węgierskim z 1956. Został aresztowany w marcu 1957, zwolniony został po sześciu miesiącach. Następnie zajął się pisarstwem, był autorem wielu dramatów, powieści i scenariuszy filmowych. W 1969 i 1980 otrzymywał nagrodę literacką im. Attili Józsefa. W latach 1973–1986 był felietonistą dziennika „Magyar Nemzet”. W 1981 pełnił funkcję członka zarządu Związku Pisarzy Węgierskich. We wrześniu 1987 został współzałożycielem, a od 1991 był wiceprzewodniczącym konserwatywnego Węgierskiego Forum Demokratycznego (MDF). W latach 1990–1994 sprawował mandat posła do Zgromadzenia Narodowego. W 1992 skrytykował w ostrych słowach charakter przemian ustrojowych na Węgrzech, stawiając zarzuty „zmowy elit” oraz wykonywania poleceń Izraela i USA. W konsekwencji swoich wypowiedzi w 1993 został wykluczony z MDF, w tym samym roku założył skrajnie prawicową Węgierską Partię Sprawiedliwości i Życia (MIÉP), niestroniącą od retoryki antysemickiej i wzywającą do przywrócenia „Wielkich Węgier” w kształcie sprzed traktatu z Trianon. W 1998 po raz kolejny został wybrany parlamentu, stając na czele 14-osobowego klubu deputowanych swojej partii. W kolejnych wyborach w 2002 nie uzyskał mandatu, ugrupowaniem MIÉP kierował do czasu swojej śmierci. W październiku 2011 został mianowany kierownikiem literackim teatru Új Színház w Budapeszcie, co spotkało się z różnymi protestami.
W języku polskim w 1977 wydano jego powieść Moór és Paál (z 1965) pod tytułem Na kogo wypadnie.